# Danapuram, Hospet
Danapuram là một làng thuộc tehsil Hospet, huyện Bellary, bang Karnataka, Ấn Độ.